# Rat Race (The Specials)
Rat Race is de vierde single van de Britse ska-band The Specials. Het werd in mei 1980 uitgegeven door 2 Tone en haalde de vijfde plaats in de Britse hitlijst.

## Achtergrond
Rat Race is geschreven door gitarist Roddy Radiation en gezongen door Terry Hall. Het is een aanklacht tegen de prestatiegerichte maatschappij waarin alleen plaats lijkt te zijn voor studenten van rijke komaf.
Working for the rat race
You know you're wasting your time
Working for the rat race
You're no friend of mine
De single werd uitgebracht als overbrugging naar het tweede album More Specials waarop easy listening invloeden te horen waren. B-kant Rude Buoys Outa Jail, geschreven door bassist Horace Panter en gitarist Lynval Golding, laat nog wel het ska-geluid horen waarmee de Specials in 1979 een rage ontketenden.
De bijbehorende videoclip is opgenomen in de aula van de Coventry-universiteit; de bandleden spelen het nummer en zijn vermomd als brildragende onderwijzers terwijl studenten hun examen doen. Door de vermomming van bandleider Jerry Dammers (een enge juf) werd de BBC met klachten overspoeld nadat de videoclip te zien was in het programma Top of the Pops.

## Liveversie
In 1992 verscheen de live opgenomen versie van Special Beat, een ska-supergroep met leden van The Specials en The Beat.

## Andere uitvoeringen
- Top of the Pops; op een album met nagespeelde hits uit 1980.
- International Disco Band and Singers (1980)
- The Sharks (1996)
- The Fabulous Plank-Tones (2003)
- LOW IQ 01 (uitgebracht op 13 oktober 2010)
- Big Fat Panda (2012)